# Shilese Jones
Shilese Jones, née le 26 juillet 2002 à Seattle, est une gymnaste américaine. Elle a remporté une médaille d'or aux championnats panaméricains 2018,.
En 2022, elle a remporté l'or aux championnats du monde de 2022 à Liverpool dans l'épreuve par équipe femmes. De plus lors de ces mêmes championnats, elle remporte la médaille d'argent du concours général individuel ainsi que l’argent aux barres asymétriques.

## Palmarès

### Championnats du monde
- Liverpool 2022
  -  médaille d’or au concours par équipes
  -  médaille d’argent au concours général individuel
  -  médaille d'argent aux barres asymétriques
- Anvers 2023
  -  médaille d’or au concours par équipes
  -  médaille de bronze au concours général individuel
  -  médaille de bronze aux barres asymétriques
  - 7e à la poutre